# Synthèse de Jordan-Ullmann-Goldberg
La synthèse de Jordan-Ullmann-Goldberg est une réaction organique dans laquelle un halogénure d'aryle est mis à réagir avec l'aniline ou un dérivé d'aniline sous catalyse au cuivre pour former une diarylamine. La réaction a été décrite pour la première fois par Friedrich Jourdan en 1885, puis de nouveau en 1902 par Fritz Ullmann et son assistante d'alors, qui deviendra par la suite sa femme, Irma Goldberg,. 
Cette réaction est également connue sous le nom de réaction de Jourdan-Ullmann, réaction d'Ullmann,  condensation d'Ullmann ou encore condensation d'Ullmann-Goldberg.

## Paramètres
La réactivité des halogénures d'aryle dans la réaction est augmentée par des substituants électro-attracteurs, et la réactivité décroît en fonction de l'halogène selon l'ordre I > Br > Cl > F. La réaction peut être catalysée par le cuivre élémentaire en présence d'oxygène, mais aussi par les sels de cuivre tels que l'acétate de cuivre(II) et l'iodure de cuivre(I). La présence d'une base, telle que le carbonate de potassium, est cruciale pour neutraliser l'halogénure d'hydrogène formé. La réaction peut être réalisée aussi bien dans des solvants aprotiques à haut point d'ébullition (par exemple le nitrobenzène, le DMSO) que dans l'eau,.

## Mécanisme réactionnel
Un mécanisme réactionnel possible pour la réaction est une substitution nucléophile aromatique  de l'halogène par l'amine aromatique. Un autre mécanisme, passant par un radical formé par la déshalogénation réductrice de l'halogénure d'aryle avec du cuivre, a également été proposé.

## Utilisations
La réaction est utilisée notamment pour une synthèse de l'acridone. Dans la première étape, l'acide anthranilique et le bromobenzène sont condensés en présence de cuivre et de carbonate de potassium pour former l'acide phénylanthranilique. L'acide phénylanthranilique se cyclise ensuite en présence d'acide sulfurique pour former l'acridone :
La synthèse de Jordan-Ullmann-Goldberg est la principale méthode industrielle pour introduire des substituants arylaminés dans le squelette de l'anthraquinone, afin de produire notamment des colorants anthraquinoniques. C'est l'étape de réaction centrale dans la production de nombreux colorants directs, colorants acides et colorants réactifs bleus et verts, à partir de l'acide bromaminique (acide 1-amino-4-bromo-9,10-anthraquinone-2-sulfonique). On peut citer par exemple la synthèse du C.I. Acid Blue 25 par réaction de l'acide bromaminique avec l'aniline : 

## Réactions connexes
- Condensation d'Ullmann (synthèse d'éthers diaryliques par réaction d'halogénures d'aryle avec des phénols sous catalyse au cuivre)
- Réaction d'Ullmann (synthèse de biarylène à partir d'halogénures d'aryle sous catalyse au cuivre)